# ハチ食品
ハチ食品株式会社（ハチしょくひん、英称：Hachi Foods Co.,Ltd.）は、大阪府大阪市西淀川区に本社を置く、レトルトカレー、スパイス、パスタソースなどの製造を主とする食品メーカー。創業は1845年　弘化2年の江戸時代末期であり、1905年（明治38年）に初めて国産カレー粉を製造販売した日本最古のカレーメーカーである。
コーポレートスローガンは「Aim to be excellent Curry Company～カレーと共に これまでも これからも～」。

## 概要
カレーをメインに、各種スパイス、パスタソースなどの製造販売を行う。大手企業のOEM商品やプライベートブランド商品の受注生産も手掛ける。また京阪神地区を中心に学校給食用のカレーを納入している。レストランなどで用いられる業務用製品と小売店、スーパー、100円ショップなどの家庭用製品も数多く製造している。特にレトルトカレー、レトルトパスタソースの製造、販売が多い。
レトルト食品はすべて日本国内の工場で製造している。カレー粉は輸入原材料を国内で加工している。スパイスなど一部の外国産製品は原産国を明記した上で国内で包装している。原材料の生産国は様々である。
業務用製品は基本的に一般小売店では市販されていないが、一部の商品は自社オンラインショップで販売している。
家庭用製品は比較的買いやすい価格帯の商品が多く、業務スーパーなどの業務用食品取扱店をはじめ、ディスカウントストア、100円ショップ、ドラッグストア、一部の輸入食品店 などを主な販路とするが、近年は一般スーパーマーケットにも販路を拡げている。また自社オンラインショップをはじめ、Amazon、楽天市場、ヨドバシ.comなどの各種通販サイトでも取り扱いがある。

## 沿革
江戸時代末期の1845年(弘化2年)に、初代今村弥兵衛が大阪・瓦町（現在の大阪市中央区瓦町）で薬種問屋「大和屋」として創業した。同じ大阪市中央区の道修町は江戸時代から薬問屋が多く、現在も多くの製薬会社が本社や拠点を置く「薬の街」として知られる。
二代目今村弥兵衛時代には屋号を「今村弥」と改め、ウコン粉が大阪で開催された第五回内国勧業博覧会で有功褒賞を受賞した。
1900年代初頭に、二代目今村弥兵衛が漢方薬の貯蔵庫に入ったところ、ウコンや唐辛子などが入った箱の中からカレーのような匂いがすることに気づき、これらの材料を使って薬の調合技術を応用し、オリジナルレシピでカレー粉を調合したのが始まりである。このエピソードは、2014年3月16日に読売テレビ『OSAKA仰天ヒストリー 諸説あり!!』でも放送された。
日本にカレーが伝来したのは明治初期、当時インドを植民地としていたイギリス経由とされる。なお「カレー」の語を日本に初めて紹介したのは福沢諭吉で、1860年（安政7年/万延元年）に出版した辞書『増訂華英通語』に「カレー」の語を掲載した。その後、文明開化とともにカレーライスは洋食として普及し、海軍カレーや学校給食の献立にも取り入れられ、日本人の国民食となるに至った。
「Hachiカレー」は、1905年（明治38年）から販売されている最古のブランドである。発売当初の商品名は「蜂カレー」であった。商品名の由来は、弥兵衛が倉の中でカレー粉を調合していた際に、窓に止まった1匹の蜂に朝日が注ぎ、金色とも飴色ともつかぬ美しい輝きを放っており、この光景に感銘を受けて「蜂カレー」と名付けたという。発売当時の商品にはパッケージにも蜂の絵が描かれており、カレーライス自体が珍しかった時代には「蜂が入っているのか？」という問い合わせもあったという。「蜂カレー」は、昭和初期には関西や九州など西日本を中心に販売されていたが、昭和後期に製造を休止している。
戦後は大手食品メーカーが続々とカレー製造に参入、競争が激化したため経営が悪化し、1956年（昭和31年）には会社更生法を申請するに至った。経営再建を図る中、翌1957年（昭和32年）には商品名に合わせ「蜂カレー株式会社」へ社名変更。1962年（昭和37年）には会社更生計画が完了し今村家の同族経営を脱した。さらに1969年（昭和44年）には「ハチ食品」へ再度社名変更した。
経営再建後は、業務用食品や大手食品メーカーのOEM生産を主としていたが、1990年（平成2年）よりレトルトカレーを製造開始した。レトルトカレーは「ボンカレー」をはじめ大手メーカーが1960年代から製造販売していたため、後発での参入には社内でも反対があったという。そのため大手との競合を避け、業務用に近い低価格帯の商品とした。また販路もスーパーマーケットではなくディスカウントストアや、1990年代頃から食品の取り扱いを始めた100円ショップやドラッグストアなどとした。
その後はこうした業態の店舗が増え、1990年代後半から2000年代以降のデフレにより低価格商品が伸びたことも追い風となり、2000年（平成12年）にはレトルト専門工場として、長野県駒ヶ根市に駒ヶ根工場を新設するまでに成長した。
単身世帯の増加による「個食化」の影響もあり、レトルトカレーの市場規模は拡大して2010年代後半にはカレールーを上回った。ハチ食品でもこうした市場動向を受け、従来の低価格商品だけではなく高価格帯のラインナップにも注力しはじめた。2016年には伝統の「蜂カレー」を復刻し、同社のフラッグシップ商品としてリニューアル発売した。

### 年表
- 1845年（弘化2年） - 初代今村弥兵衛が、前身となる薬問屋「大和屋」を大阪・瓦町に創業[2]。
- 1903年（明治36年）
  - 大阪で開催された第五回内国勧業博覧会で、ウコン粉が有功褒賞を受賞[2]。
  - 二代目今村弥兵衛時代に、ウコン粉を主原料としてカレー粉製造を開始[2]。
- 1905年（明治38年） - 二代目今村弥兵衛が、日本初の国産カレー粉「蜂カレー」を発売[2]。香辛料の販売も開始[2]。
- 1907年（明治40年）- 台湾に開設した直営農場でウコン栽培を開始[2]。
- 1914年（大正3年）- 中国進出。鉄嶺に工場を建設、上海支店を開設[2]。
- 1942年（昭和17年）- 兵庫県西宮市に西宮工場を建設[2]。
- 1943年（昭和18年） - 法人化し株式会社に改組。今村彌香辛調味料株式会社へ社名変更[2]。
- 1944年（昭和19年）- 今村食料株式会社へ再度社名変更[2]。
- 1945年（昭和20年） - 大阪・瓦町の本社社屋を戦災で焼失[2]。終戦により海外の工場と営業所を撤収[2]。
- 1946年（昭和21年） - 西淀川区御幣島の現在地へ本社移転、工場も同地へ移転[2]。
- 1956年（昭和31年）- 会社更生法を申請[5]。
- 1957年（昭和32年） - 蜂カレー株式会社へ社名変更[2]。
- 1959年（昭和34年）- 福岡営業所を開設[2]（2016年に福岡支店へ昇格[2]）。
- 1962年（昭和37年）- 会社更生計画が完了[5]。
- 1969年（昭和44年） - ハチ食品株式会社へ社名変更[2]。
- 1973年（昭和48年）- 兵庫県宍粟郡山崎町（現：宍粟市山崎町）に兵庫工場を建設[2]。
  - 兵庫第2工場を1976年[2]、兵庫第3工場を1978年[2]、兵庫第4工場を1980年に同町に増設[2]。
- 1990年（平成2年）
  - 初のレトルトカレー「カレー専門店のビーフカレー」を発売、レトルト食品製造に参入[2]。
  - 大阪市の市制施行100周年記念で刊行された『暖簾NOREN』に、創業100年以上続く66社の一つとして掲載[2]。
- 1993年 - 現本社所在地に本社ビルを新築[2]。東京支店を開設[2]。
- 2000年（平成12年）- 長野県駒ヶ根市に駒ヶ根工場を建設[2]。
  - 駒ヶ根第2工場を2013年に同市に増設[2]。
- 2007年（平成19年）- 神戸物流センターをポートアイランドに建設[2]。
- 2010年（平成22年）東京支店を移転[2]（中央区日本橋箱崎町34番2号）。
- 2012年（平成24年）- 名古屋営業所を開設[2]。
- 2013年（平成25年）10月1日 - 土居鋭一が代表取締役社長に就任[12]。
- 2017年（平成29年）- 兵庫県宍粟市に宍粟工場を建設[2]。
- 2018年（平成30年）4月 - 新経営ビジョンを制定[5]。
- 2020年（令和2年）
  - レトルト食品発売30周年を迎える[2]。東京支店を日本橋蛎殻町へ移転[2]。
  - 3月4日 - 災害備蓄用レトルトカレー「備蓄用ビーフカレー」を、賞味期限を製造後3年から5.5年に延長しリニューアル[13]。
  - 6月19日 - 土居鋭一が代表取締役社長退任[12]、高橋慎一が代表取締役社長に就任[12]。
- 2024年（令和6年）
  - 1月 - コーポレートロゴを刷新[14]。
  - 4月 - MCエフディフーズ株式会社の全株式を三菱商事ライフサイエンスより譲受。三菱商事ライフサイエンスが販売していたフリーズドライ製品の販売を開始[15][16]。

## 事業所
- 本社：大阪府大阪市西淀川区御幣島2丁目18番31号[1]
- 東京支店：東京都中央区日本橋蛎殻町1丁目29番地4号　日本橋蛎殻町東急ビル3階[1]
  - 札幌駐在所、仙台駐在所を併設[1]。
- 福岡支店：福岡県福岡市博多区豊1丁目4番25号[1]
- 名古屋営業所：愛知県名古屋市中区丸の内3丁目18番1号　三晃丸の内ビル3階[1]
- 駒ヶ根工場：長野県駒ヶ根市下平292番27号 - レトルト食品専用工場[1]
- 兵庫工場：兵庫県宍粟市山崎町高下1557番 - カレー粉・カレールー・スパイス製造[1]
- 宍粟工場：兵庫県宍粟市山崎町中野1320番地[1]
- 神戸物流センター：兵庫県神戸市中央区港島南町3丁目6番地7[1]

### 関連会社
- MCエフディフーズ株式会社：山口県防府市字新田字築地2062番地3 - フリーズドライ製品の製造
- 上海哈奇食品有限公司：中国・上海市[1]

## 主な商品

### カレー・シチュー
蜂カレーシリーズ
- 蜂カレー カレー粉
- 蜂カレー カレールー（フレーク）
- 蜂カレー 本格ビーフカレー（レトルト）
- 蜂カレー ギフトセット（上記3種詰め合わせ）

カレー粉・カレールー
- カレー専門店のカレールー（500g）- 業務用、約25皿分[6]
- マイスターユースカレーフレークノンビーフ中辛（1 kg）- 業務用、化学調味料・牛由来原料不使用[17]

カレー専門店シリーズ
- ビーフカレー
- きのこなカレー
- 野菜なカレー
- こだわりのカレー
- こだわりのハヤシ
- ハッシュドビーフ（ハヤシライス）

アジアングルメ紀行シリーズ
- キーマカレー
- バターチキンカレー
- グリーンカレー
- スリランカ風チキンカレー
- ブラウンマサラ

たっぷりシリーズ
- メガ盛りカレー
- たっぷりビーフカレー
- たっぷりハッシュドビーフ
- たっぷりビーフシチュー
- たっぷりクリームシチュー

和風カレーシリーズ
- カレーうどんの素
- 関西風味カレーうどんの素
- 本格仕込カレーうどん素

るるぶ×Hachi コラボカレーシリーズ
- 北海道チーズバターカレー
- 大阪甘辛ビーフカレー
- 京都和だしカレー
- 沖縄キーマカレー
- 広島レモンクリームチキンカレー
- 神戸赤ワイン煮込みビーフカレー
- 博多明太子チーズカレー
- 鹿児島黒豚カレー

その他
- 備蓄用ビーフカレー - 災害備蓄用の常温で食べられるレトルトカレー。植物油脂使用、長期保存可能。
- ウチの定番カレー - 大創産業（ダイソー）限定販売のレトルトカレー。（ルータイプはエスビー食品の製造販売）

### パスタソース
- たっぷりパスタソース（2人前）- パスタソースの定番商品
- パスタボーノ（1人前）
- クイックパスタ（2人前）- まぜるだけの生タイプソース

### フリーズドライ製品
- 本格派 たまごスープ - 1987年に協和発酵工業（→協和発酵フーズ→キリン協和フーズ→MCフードスペシャリティーズ→三菱商事ライフサイエンス）が発売して以来30年以上続くロングセラー商品[18]。
- 「一杯の贅沢」シリーズ - スープ・味噌汁
- おこげスープ

## キャラクター
会社のマスコットキャラクターは蜂の「ハチ坊」。二代目今村弥兵衛がカレー粉を調合していた際に、たまたま飛んできた蜂という設定。蜂の「男の子」と紹介されている。創業180周年となる2025年からはハチ坊に加え新たに蜂の女の子の「ハニーちゃん」が登場している。
「ハチ坊」の設定は以下のとおり。
- 性格は優しく大人しいが、意外と好奇心が強い。嬉しいときは8の字を書いてくるくる飛び回る[19]。
- 好物は甘口カレーで、辛い物が苦手。たまにスパゲッティも食べる[19]。
- 特技はお手伝いで、カレーやパスタなど料理を運ぶ。写真にこそっと写るのが好き[19]。
- 肌の黄色はターメリックで染めている。触角の先端は黒胡椒の粒を付けているだけ[19]。